# Tiếng Tshangla
Tiếng Tshangla (đọc là /tsʰaŋla/) hay tiếng Sharchop là một ngôn ngữ Hán-Tạng. Tiếng Tshangla chủ yếu được nói ở miền đông Bhutan và đóng vai trò là một lingua franca tại đây, trong những khu vực nơi đa số người Sharchop sinh sống, nó cũng hiện diện tại Arunachal Pradesh (Ấn Độ) và Tây Tạng. Tiếng Tshangla là ngôn ngữ phi Tạng chính ở Bhutan.

## Phân loại
Tiếng Tshangla, dù không phải một ngôn ngữ Tạng, vẫn thường được xem là có quan hệ gần với những ngôn ngữ này. Bradley (2002) xếp nó vào nhóm ngôn ngữ Đông Bod. Tuy nhiên, Van Driem (2011) giữ nó như một ngôn ngữ chưa được phân loại trong ngữ hệ Hán-Tạng, cần nghiên cứu sâu hơn.

## Phương ngữ
Tiếng Tshangla là một cụm phương ngữ gồm một vài phương ngữ không thông hiểu lẫn nhau, gồm (Gerber 2018):
- Trashigang
- Dungsam
- Dirang
- Bjokapakha (Bjoka)

Dạng tiếng Tshangla ở Trashigang đóng vai trò lingua franca. Dungsam là phương ngữ nguyên thủy nhất, còn Dirang và Bjokapakha lại khá "đổi mới".

## Chữ viết
Tiếng Tshangla ít khi là ngôn ngữ viết và không có địa vị chính thức. Lúc được viết ra, người bản ngữ hay dùng chữ Tạng.

## Ngữ âm học
Bản dưới là hệ thống phụ âm tiếng Tshangla theo Andvik (2010). Âm vị ngoại lai, trong ngoặc kép, thường được hợp nhất vào âm vị nguyên hữu: /ɬ/ thành /l/; /dz/ thành /z/; và /ʑ/ thành /y/.:8–12
|           |           | Môi       | Chân răng   | Quặt lưỡi  | Vòm        | Ngạc mềm  | Thanh hầu |
| --------- | --------- | --------- | ----------- | ---------- | ---------- | --------- | --------- |
| Tiếp cận  | Tiếp cận  | w /w/ ཝ   |             |            | j /y/ ཡ    |           | h /h/ ཧ   |
| Mũi       | Mũi       | m /m/ མ   | n /n/ ན     |            | ɲ /ny/ ཉ   | ŋ /ng/ ང  |           |
| Tắc       | vô thanh  | p /p/ པ   | t /t/ ཏ     | ʈ /tr/ ཏྲ   |            | k /k/ ཀ   |           |
| Tắc       | bật hơi   | pʰ /ph/ ཕ | tʰ /th/ ཐ   | ʈʰ /thr/ ཐྲ |            | kʰ /kh/ ཁ |           |
| Tắc       | hữu thanh | b /b/ བ   | d /d/ ད     | ɖ /dr/ དྲ   |            | ɡ /g/ ག   |           |
| Tắc xát   | vô thanh  |           | ts /ts/ ཅ   |            | tɕ /tsh/ ཆ |           |           |
| Tắc xát   | hữu thanh |           | (dz /dz/ ཛ) |            | dʑ /j/ ཇ   |           |           |
| Xát       | vô thanh  |           | s /s/ ས     |            | ɕ /sh/ ཤ   |           |           |
| Xát       | hữ thanh  |           | z /z/ ཟ     |            | (ʑ /zh/ ཞ) |           |           |
| Cạnh lưỡi | vô thanh  |           | (ɬ /lh/ ལྷ)  |            |            |           |           |
| Cạnh lưỡi | hữu thanh |           | l /l/ ལ     |            |            |           |           |
| Vỗ        | Vỗ        |           | r /r/ ར     |            |            |           |           |

Bản trên gồm chủ yếu phụ âm đầu. Cụm phụ âm đầu bị giới hạn theo cấu trúc phụ âm + /r/, ngoại lệ là /pɕi/, được dùng hạn chế.:14–15 Phụ âm bật hơi /pʰ/ /tʰ/, và /kʰ/ lúc ở vị trí giữa nguyên âm lenite thành lần lượt /ɸ/, /θ/, và /x/ hay /h/.:10 Phụ âm cuối là /p/, /t/, /k/, /s/, /m/, /n/, và /ŋ/.:16
Nguyên âm tiếng Tshangla như sau, theo Andvik (2010). Nguyên âm trong ngoặt kép có trong từ mượn, chủ yếu lấy từ tiếng Tạng, tiếng Dzongkha, và Chöke. Nguyên âm mượn có thể trở thành nguyên âm trước không làm tròn.:12–14
|      | Trước          | Trước    | Giữa  | Sau      |
| ---- | -------------- | -------- | ----- | -------- |
|      | không làm tròn | làm tròn |       | làm tròn |
| Đóng | i /i/ ི         | (y /ü/ ུ) |       | u /u/ ུ   |
| Vừa  | e /e/ ེ         | (œ /ö/ ོ) |       | o /o/ ོ   |
| Mở   |                |          | a /a/ |          |